# Steven Universe Future
Steven Universe Future es una miniserie animada estadounidense creada por Rebecca Sugar para Cartoon Network. Sirve como epílogo de la serie original Steven Universe de 2013-2019 y su continuación en la película animada de 2019 Steven Universe: La película. Se estrenó el 7 de diciembre de 2019 y concluyó el 27 de marzo de 2020.
La serie se centra en las consecuencias de los eventos de Steven Universe, donde humanos y gemas coexisten en armonía después del final de la guerra entre las Gemas de Cristal y Homeworld. Sin las amenazas de las Diamantes o las Gemas corruptas, Steven debe lidiar con los desafíos cotidianos que aún acompañan a su vida ahora relativamente pacífica y cuestionar sus nuevos objetivos de vida.
Al igual que la serie original, Steven Universe Future ha sido aclamada por la crítica, con el diseño, la banda sonora, la actuación de voz, la caracterización, la inclusión, abordar temas serios, tramas profundas que escalaban hasta desencadenar en eventos importantes, además de destacar; Future se ha destacado por abordar los problemas que algunos tenían con la serie original, por su elección única de centrarse en las secuelas del punto culminante de la historia principal y por promover la conciencia de la salud mental a través del tratamiento de la experiencia de Steven con el trauma psicológico. El programa fue nominado para el premio Primetime Emmy de 2020 por programa animado de formato corto.

## Sinopsis
La serie se desarrolla después de los eventos de Steven Universe: La película, que a su vez tiene lugar dos años después del final de la serie de Steven Universe "Change Your Mind". En "Change Your Mind", el protagonista adolescente Steven persuadió a las Diamantes, las gobernantes del imperio intergaláctico de las Gemas, de que detuvieran sus tratos abusivos e imperialistas, y de curar las monstruosas Gemas corruptas que habían estado amenazando al planeta Tierra. Ahora, Steven y sus amigos y familiares, las Gemas de Cristal, han construido Little Homeworld, una comunidad en la Tierra donde los humanos y las gemas pueden vivir en armonía. Steven ahora dedica su tiempo a invitar a las gemas a venir a "Little Homeschool" y a educar a quienes lo hacen sobre cómo encontrar su nuevo lugar en la galaxia.
Steven Universe Future sigue la vida cotidiana de Steven tratando de ayudar a las gemas a encontrar un nuevo propósito; también describe las decepciones que enfrenta con su nueva vida, incluida la comprensión de que hay cosas que no puede arreglar y de sus propios sentimientos de falta de rumbo después de liberar con éxito el imperio de las gemas. Se enfrenta a viejos enemigos que buscan venganza, intenta dominar un nuevo poder que no comprende del todo y se enfrenta al desafío de decidir qué quiere para su propio futuro.

## Reparto y personajes

### Principales
- Zach Callison como Steven Universe / Monster Steven, Onion, Cactus Steven y Jingle Singer
- Estelle Swaray como Garnet
- Michaela Dietz como amatista y otras gemas de cuarzo
- Deedee Magno Hall como Pearl, Pink Pearl / Voleibol, Shell, Brandish, Mega Pearl y Aubergine Pearl
- Shelby Rabara como Peridot

### Recurrentes
- Tom Scharpling como Greg Universe
- Grace Rolek como Connie Maheswaran
- Charlyne Yi como Ruby, Eyeball y otros Rubíes
- Erica Luttrell como Zafiro
- Jennifer Paz como Lapis Lazuli y otras Lapises
- Miriam A. Hyman como Bismuto
- Kimberly Brooks como Jasper y otras gemas de cuarzo
- Sarah Stiles como Spinel
- Christine Ebersole como White Diamond
- Patti LuPone como Yellow Diamond
- Lisa Hannigan como Blue Diamond
- Michelle Maryk como Larimar
- Dee Bradley Baker como León

### Invitados
- Uzo Aduba como Bismuto ("Bismuth Casual") y Khadijah
- Matthew Moy como Lars Barriga
- Kate Micucci como Sadie Miller
- Reagan Gomez-Preston como Jenny Pizza
- Brian Posehn como Crema Agria
- Mary Elizabeth McGlynn como Priyanka Maheswaran
- Lamar Abrams como Wy-Six, Jaime y Daniel
- Indya Moore como Shep
- Johnny Hawkes como Rodrigo y Cookie Cat
- Marieve Herington como Jasmine
- Tahani Anderson como Patricia
- Ian Jones-Quartey como Snowflake Obsidian
- Natasha Lyonne como Smoky Quartz
- Alastair James como Rainbow Quartz 2.0
- Shoniqua Shandai como Sunstone
- Christine Pedi como Holly Blue Agate
- Della Saba como Aguamarina
- Larissa Gallagher como Bluebird Azurite
- Chris Jai Alex como Drew the Dog y locutor
- Jemaine Clement como Kerry Moonbeam
- Susan Egan como Rose Quartz / Pink Diamond (archivo de audio)

## Episodios
| N.º | Título                     | Dirigido por                    | Fecha de emisión original                             | Código de prod. |
| --- | -------------------------- | ------------------------------- | ----------------------------------------------------- | --------------- |
| 1 | «Pequeña Escuela Madre»    | Kat Morris Alonso Ramírez Ramos | 7 de diciembre de 2019                                | —               |
| ¡Bienvenido a Pequeña Escuela Madre, un lugar en la tierra donde las Gemas de todo el universo pueden aprender a vivir juntas en paz! Pero hay una Gema que se niega a asistir.                |                            |                                 |                                                       |                 |
| 2 | «Consejos»                 | Kat Morris Alonso Ramírez Ramos | 7 de diciembre de 2019                                | —               |
| Amatista ha estado ayudando a las Gemas de Pequeña Escuela Madre a encontrar trabajo en el paseo marítimo, pero Steven no está seguro de su enfoque.                                           |                            |                                 |                                                       |                 |
| 3 | «Capullos de Rosa»         | Kat Morris Alonso Ramírez Ramos | 7 de diciembre de 2019                                | —               |
| Steven recibe una visita sorpresa de algunos viejos amigos y una introducción aún más sorprendente a algunos nuevos.                                                                           |                            |                                 |                                                       |                 |
| 4 | «Volleyball»               | Kat Morris Alonso Ramírez Ramos | 7 de diciembre de 2019                                | —               |
| Steven está determinado en ayudar a la Perla original de Diamante Rosa a sanar la cicatriz en su cara.                                                                                         |                            |                                 |                                                       |                 |
| 5 | «Azulejo»                  | Kat Morris Alonso Ramírez Ramos | 14 de diciembre de 2019                               | —               |
| Steven cuestiona los motivos de una misteriosa fusión que de repente aparece en su casa. |                            |                                 |                                                       |                 |
| 6 | «Un Episodio Muy Especial» | Kat Morris Alonso Ramírez Ramos | 14 de diciembre de 2019                               | —               |
| Rainbow Quartz 2.0 prometió pasar un rato con Cebolla el mismo día que Sunstone programó un Geminar de seguridad en el hogar. ¿Cómo puede estar Steven en dos lugares y dos fusiones a la vez? |                            |                                 |                                                       |                 |
| 7 | «Día de Nevada»            | Kat Morris Alonso Ramírez Ramos | 21 de diciembre de 2019                               | —               |
| Steven y las Gemas de Cristal tienen la oportunidad de ponerse al día cuando quedan atrapados por una nevada.                                                                                  |                            |                                 |                                                       |                 |
| 8 | «Porqué Tan Triste?»       | Kat Morris Alonso Ramírez Ramos | 21 de diciembre de 2019                               | —               |
| Steven ha escuchado rumores de un par de Gemas que todavía están destruyendo mundos. Si no puede detenerlas, tal vez Lapis sí.                                                                 |                            |                                 |                                                       |                 |
| 9 | «Pequeña Graduación»       | Kat Morris Alonso Ramírez Ramos | 28 de diciembre de 2019                               | —               |
| Steven y las Gemas celebran la primera clase de graduados de Pequeña Escuela Madre. |                            |                                 |                                                       |                 |
| 10 | «Dúo Espinoso»             | Kat Morris Alonso Ramírez Ramos | 28 de diciembre de 2019                               | —               |
| Después de dejar Pequeña Escuela Madre, Steven ha encontrado un nuevo pasatiempo, las plantas.                                                                                                 |                            |                                 |                                                       |                 |
| 11 | «En Sueños»                | Kat Morris Alonso Ramírez Ramos | 6 de marzo de 2020                                    | —               |
| Los sueños de Steven comienzan a transmitirse en la televisión de su habitación. |                            |                                 |                                                       |                 |
| 12 | «Bismuto Casual»           | Kat Morris Alonso Ramírez Ramos | 6 de marzo de 2020                                    | —               |
| Perla invita a Bismuto a la pista de patinaje para una lección sobre cómo forjar relaciones humanas.                                                                                           |                            |                                 |                                                       |                 |
| 13 | «Juntos Por Siempre»       | Kat Morris Alonso Ramírez Ramos | 13 de marzo de 2020                                   | —               |
| Connie tiene una visión muy clara de su futuro y Steven quiere asegurarse de ser parte de él.                                                                                                  |                            |                                 |                                                       |                 |
| 14 | «Duele Crecer»             | Kat Morris Alonso Ramírez Ramos | 13 de marzo de 2020                                   | —               |
| Steven ve a un médico por primera vez. |                            |                                 |                                                       |                 |
| 15 | «Sr. Universe»             | Kat Morris Alonso Ramírez Ramos | 20 de marzo de 2020                                   | —               |
| Greg lleva a Steven por la carretera para descubrir los orígenes del apellido "Universe". |                            |                                 |                                                       |                 |
| 16 | «Fragmentos»               | Kat Morris Alonso Ramírez Ramos | 20 de marzo de 2020                                   | —               |
| Steven se dirige al bosque para entrenar con una poderosa mentora. |                            |                                 |                                                       |                 |
| 17 | «Rumbo Al Planeta Madre»   | Kat Morris Alonso Ramírez Ramos | 23 de marzo de 2020 (CN App) 27 de marzo de 2020 (TV) | —               |
| Steven trata de hallar la razón de sus problemas con la ayuda de Espinela y las diamantes. |                            |                                 |                                                       |                 |
| 18 | «Todo Está Bien»           | Kat Morris Alonso Ramírez Ramos | 27 de marzo de 2020                                   | —               |
| Steven intenta ayudar a todos en Pequeña Escuela Madre pero nada sale bien. |                            |                                 |                                                       |                 |
| 19 | «Soy Mi Monstruo»          | Kat Morris Alonso Ramírez Ramos | 27 de marzo de 2020                                   | —               |
| Las Gemas de Cristal y las Diamantes intentan devolver a Steven a la normalidad después de haberse convertido en un monstruo que intenta destruir ciudad playa.                                |                            |                                 |                                                       |                 |
| 20 | «El Futuro»                | Kat Morris Alonso Ramírez Ramos | 27 de marzo de 2020                                   | —               |
| Steven toma la decisión de irse de ciudad playa en busca de su Futuro. |                            |                                 |                                                       |                 |

## Producción
Según Rebecca Sugar, cuando se le notificó en 2016 que Steven Universe sería cancelado después del final de la quinta temporada, convenció a Cartoon Network para que le permitiera producir una continuación en la película Steven Universe: The Movie. Cuando Cartoon Network aprobó la película, también dieron luz verde a una temporada adicional de episodios que la película podría servir para promover; 6 de los 26 episodios adicionales se utilizaron para extender la quinta temporada de la serie original con el fin de concluir el historia, y los 20 restantes se convirtieron en Steven Universe Future.

### Música
El tema de apertura, Steven Universe Future, es una nueva versión de la canción Happily Ever After de Steven Universe: The Movie, que reemplaza a We Are the Crystal Gems de la serie original. Los actores de voz principales del programa, Zach Callison (Steven), Estelle (Garnet), Michaela Dietz (Amethyst) y Deedee Magno Hall (Pearl), que habían interpretado tanto la apertura de la serie original como "Happily Ever After" en La película, interpretan Steven Universe Future junto a los miembros adicionales del elenco Jennifer Paz (Lapis), Shelby Rabara (Peridot) y Uzo Aduba (Bismuth).

### Representaciones LGBTQ
La serie tiene personajes no binarios de una sola aparición como Shep, el interés romántico de Sadie, y muestra a un personaje, Bismuto, enamorada de otro personaje (Perla) en el episodio Bismuth Casual. El mismo año, un guionista del programa declaró que Peridot era asexual y arromántica, a pesar de sus reservas de que ella es solo una creadora secundaria en el programa, complaciendo a los fanáticos, a pesar de que dijo que no creía que Peridot fuera autista. Antes (y después de este punto) los fanáticos habían emparejado a Peridot con varios otros personajes, específicamente Lapis Lazuli y Amethyst, algunos críticos incluso vieron a Peridot y Lapis en una "relación cercana y amorosa" en 2018.

## Lanzamiento

### Anuncio
Antes del anuncio de Future, Sugar y el equipo de Steven Universe se mantuvieron en silencio con respecto a una posible sexta temporada de Steven Universe, dejando a los fanáticos con incertidumbre sobre el futuro de la serie, y algunos creían que The Movie era la conclusión de la historia de Steven; en la Comic Con de Nueva York en octubre de 2019, Sugar confirmó que no habría una sexta temporada de Steven Universe (por lo tanto, confirmó retroactivamente el final de la temporada 5 "Change Your Mind" como el final de la serie), pero anunció Future y compartió la apertura de la epílogo serie limitada con el público. Varios medios de comunicación malinterpretaron el anuncio como una confirmación de una sexta temporada, con Future como un simple subtítulo.
La premisa oficial del programa era: "Después de salvar el universo, Steven todavía está en ello, atando todos los cabos sueltos. Pero a medida que se le acaben los problemas de otras personas que resolver, finalmente tendrá que enfrentarse a los suyos".

### Transmisión
Steven Universe Future se estrenó el 7 de diciembre de 2019 en Cartoon Network.

### Medios domésticos
El 8 de diciembre de 2020, los 20 episodios de la serie se lanzaron en el DVD Steven Universe: The Complete Collection, junto con la totalidad de la serie original y la película.

## Recepción
Steven Universe Future ha sido aclamada por la crítica. Al igual que la serie original y Steven Universe: The Movie, la caracterización, los temas, la animación, la actuación de voz, la música y la representación LGBT han sido ampliamente elogiados; Future en particular es elogiado por sus nuevas formas de explorar temas previamente desarrollados (en particular, la dedicación de Steven para resolver los problemas de otros personajes) y su elección poco convencional de centrarse en las secuelas a menor escala de la historia principal. Los reseñistas han señalado que aborda problemas que varios fanáticos y críticos tenían con la serie original, como su tendencia percibida a resolver los problemas de los personajes de maneras demasiado simples y redimir a todos los antagonistas.
Caroline Cao de /Film llamó a Steven Universe Future "una historia desordenada y hermosa de trauma, curación y supervivencia", y afirmó: "Sugar y su equipo son los más grandes maximalistas visuales en animación, llevando las imágenes a sus extremos más emocionales y temáticos, particularmente a través de la inventiva de la flexible metáfora de la fusión y desentrañar las difíciles revelaciones sobre la supervivencia del trauma". Elogió la exploración de la tendencia de Steven a ayudar a otras personas con sus problemas, afirmando que "Steven se enfrenta a la lección recurrente de 'morder más de lo que puede masticar'. Steven quiere curar a todos, cualquier cosa, pero se queda corto e incluso desata la destrucción a veces. A medida que el futuro avanza, Steven tendrá que lidiar con su propia gestión del nuevo orden mundial que ha creado, y el pasado de su madre seguirá acechando su futuro. Luego está la cuestión del nuevo poder de Gema de Steven que se manifiesta a través de su rabia e inseguridades. Steven Universe Future está en una buena racha en la entrega de mensajes duros y relevantes sobre la solidaridad de victimización y supervivencia. Hay niños y adultos por igual que necesitan que alguien les diga "Lamento no haberte creído'".
Mary Sue calificó a Steven Universe Future como "fantástico", elogiando "la increíble narración" y la "hermosa" animación. Reuben Baron de CBR elogió la serie por "desafiar la mentalidad salvadora de Steven", y afirmó que los primeros cuatro episodios estaban "desarrollando una línea temática clara. Recogiendo los cabos sueltos de la serie original, está trabajando para abordar las críticas de Steven como un personaje sin traicionar el espíritu esencial del programa". En su reseña del episodio "Bluebird", Shamus Kelley de Den of Geek declaró que Future "finalmente abordó una queja que muchos tenían hacia la serie. Tanto como Steven Universe se trata de que el amor es la respuesta y de que Steven trata de ser amigo de todos, todavía hay una sensación molesta de que todo es un poco... simple. Obviamente, lo que Steven y las gemas de cristal es increíblemente agotador [sic], pero el resultado final es que todo el mundo es en su mayoría ¿Amigos? Eso es muy poco realista [...] Entonces, ¿el hecho de que Aquamarine y Eyeball Ruby simplemente lo odien? Es un reconocimiento, uno que el programa toma tiempo para hacer explícito, que no todos quieren cambiar. No Todos están dispuestos a aprender a amar y ser amigos".
Charles Pulliam-Moore de Gizmodo elogió en gran medida a Steven Universe Future por establecer aún más a Pink Diamond/Rose Quartz como "el villano de la década", afirmando que "Cuando Steven Universe Future revela exactamente cómo Volleyball, la Perla Rosa, consiguió su cara agrietada, la serie está dando pistas a los espectadores sobre las razones específicas por las que las otras Diamantes se mostraron reacias a darle a Pink lo que ella quería. No era solo que ella no tenía experiencia, sino que era inexperta, peligrosa y demasiado capaz de dejar que sus poderes se dispararan de manera salvaje. eso dañaría activamente a otros. [...] Ya ves cómo Not Over ™ Pink básicamente todas las Gemas todavía lo son. El legado de Pink es una tristeza duradera y aparentemente interminable que las otras Gemas están tratando de superar. La mayoría no sienten mucho rencor hacia ella, pero ella todavía los lastima de una manera que solo los muertos y los más queridos pueden hacerlo. Hay gemas como Spinel que tienen todas las razones en la galaxia para odiar a Pink, pero eso no es realmente de donde cualquiera las personas de la serie proviene. Más bien, todos se encuentran en diferentes etapas de duelo y ni uno solo de ellos puede estar realmente seguro de si el dolor con el que están lidiando va a desaparecer y cuándo".
La presentación de Shep, un personaje no binario que aparece en el episodio "Little Graduation" y es interpretado por la actriz no binaria Indya Moore, recibió atención de varios medios. Mary Sue declaró que con Future, Steven Universe "sigue siendo uno de los programas de televisión más maravillosamente diversos. Pudimos ver en 'Little Graduation' un nuevo personaje humano llamado Shep, que no es binario y tiene la voz de un actor de voz no binario, Indya Moore de Pose, parejas canónicamente queer, y una de ellas es una persona de piel morena!". /Film declaró sobre el episodio "Little Graduation": "Qué buena manera de concluir el 2019 empujando el listón de la representación queer a través de la introducción de la encantadora y relajada Shep [...] Aparecen como el tipo de personaje que se ha ganado un título favorito de los fans. A pesar de conocer al personaje principal durante una hora, Shep participa en los procedimientos calmando a Steven".
El 100% de las 6 reseñas críticas compiladas por el sitio web agregador de reseñas Rotten Tomatoes son positivas, y la calificación promedio es 10/10.

## Futuro
Si bien Rebecca Sugar ha confirmado que este es el final de la serie y franquicia, y que no hay continuación en desarrollo, ni proyectos en curso, ha insinuado que existen posibles historias futuras. "La historia continúa fuera de la pantalla y sé lo que sucederá después... Pero tendría que decidir cómo y cuándo querría profundizar en eso, o si es mejor darles su privacidad".
Sugar le dijo más tarde a Fast Company: "Ciertamente estoy interesada en pasar más tiempo en este mundo con estos personajes. Pero lo que pasa con Steven Universe, se trata de Steven Universe y quiero darle tiempo para sanar", dice Sugar, "Quiero dárselo a mi equipo también. Así que no estoy segura de lo que sucederá en el futuro. Tengo algunas ideas, pero me voy a tomar un poco de tiempo para reevaluar todo antes de adentrarme en ellas". Cuando TVLine le preguntó, Sugar respondió de manera similar: "Me encantan estos personajes y este mundo, y tengo teorías sobre las líneas de tiempo que siguen a Future. Pero quiero darles a los personajes algo de tiempo y algo de privacidad, al menos por un tiempo. Necesito un poco de eso también".